# Фонд азиатских женщин
Фонд азиатских женщин (яп. 財団法人女性のためのアジア平和国民基金 Дзайдан ходзин дзёсэй но тамэ но адзиа хэйва кокумин кикин) — фонд, созданный японским правительством в 1994 году для выплаты компенсаций «женщинам для утешения» из Южной Кореи, Филиппин, Тайваня, Нидерландов и Индонезии. Каждая женщине помимо денежной компенсации получала также письменное извинение, подписанное премьер-министром Японии. 31 мая 2007 года фонд был закрыт.

## Предыстория
По результатам всеобщих выборов, прошедших в 1993 году, националистически настроенная Либерально-демократическая партия впервые с 1955 года не набрала достаточно голосов, чтобы самостоятельно сформировать правительство. Премьер-министром коалиционного правительства стал социал-демократ Томиити Мураяма. В 1995 году был создан Фонд азиатских женщин.

## История
Фонд был открыт официально 19 июня 1995 года. Его президентом стал Бумбэй Хара. Фонд был создан правительством и финансировался государством, он находился под прямым контролем кабинета министров Японии и министерства иностранных дел. Фонд был квази-общественной организацией, но управлялся добровольцами, которые являлись частными лицами. Южная Корея критиковала фонд, так, по её мнению, ущерб должно возмещать государство, а фонд не является государственным, поскольку управляется частными лицами.
В Китае и Северной Корее деятельность фонда не осуществлялась. С Китаем правительство Японии не удалось достигнуть соглашения, а с Северной Кореей Япония не поддерживает дипломатических отношений.
24 января 2005 года на пресс-конференции было объявлено, что деятельность фонда завершится в марте 2007 года после того как будут завершены индонезийские проекты. 6 марта 2007 года на пресс-конференции президент фонда Томиити Мураяма заявил, что фонд будет закрыт 31 марта 2007 года.
Японские националисты выступали против деятельности фонда, поскольку он, по их мнению, пытался решить «несуществующую проблему».

## Выплаты
- 565 миллионов йен (около 4,7 миллионов долларов) — сумма пожертвований собранных в Японии, она была направлена на выплату компенсаций «женщинам для утешения», которые были живы на момент выплаты. Всего компенсации получили 285 женщин из Филиппин, Южной Кореи и Тайваня, каждая из женщин получила около двух миллионов йен (около 16 700 долларов)
- 770 миллионов йен (около 6,5 миллионов долларов) было выделено для оказания медицинской помощи вышеупомянутым женщинам и 79 другим женщинам из Нидерландов.
- 370 миллионов йен (около 3,1 миллионов долларов) было выделено на постройку медицинских учреждений и домов для престарелых в Индонезии. Остальные средства были использованы на текущие затраты и другие более малые проекты[5].